# Volkswagen Fox
La Volkswagen Fox è un modello originale di autovettura utilitaria di segmento A della Volkswagen prodotto in Brasile dal 2003. Sul mercato europeo la Fox è stata commercializzata dal 2005 al 2011 andando a posizionarsi tra la più piccola Lupo (nell'ultimo anno di produzione) e la più grande Polo. Nel 2011 viene sostituita dalla up!.

## Il contesto
Il modello era, fino al 2005, inedito per il mercato europeo, dato che aveva debuttato dapprima solo in Sudamerica. In quell'anno debuttò anche in Europa, in sostituzione della Lupo, che per via del prezzo alto per una citycar (in allestimento highline costava come un'auto di segmento medio) e della derivazione meccanica ed estetica da un modello SEAT economico (La Arosa) non decollò nelle vendite.
Il nuovo modello risultava più lungo, largo ed alto, e si andava ad inserire nel segmento A nella fascia di prezzo intorno ai 10.000 Euro. 

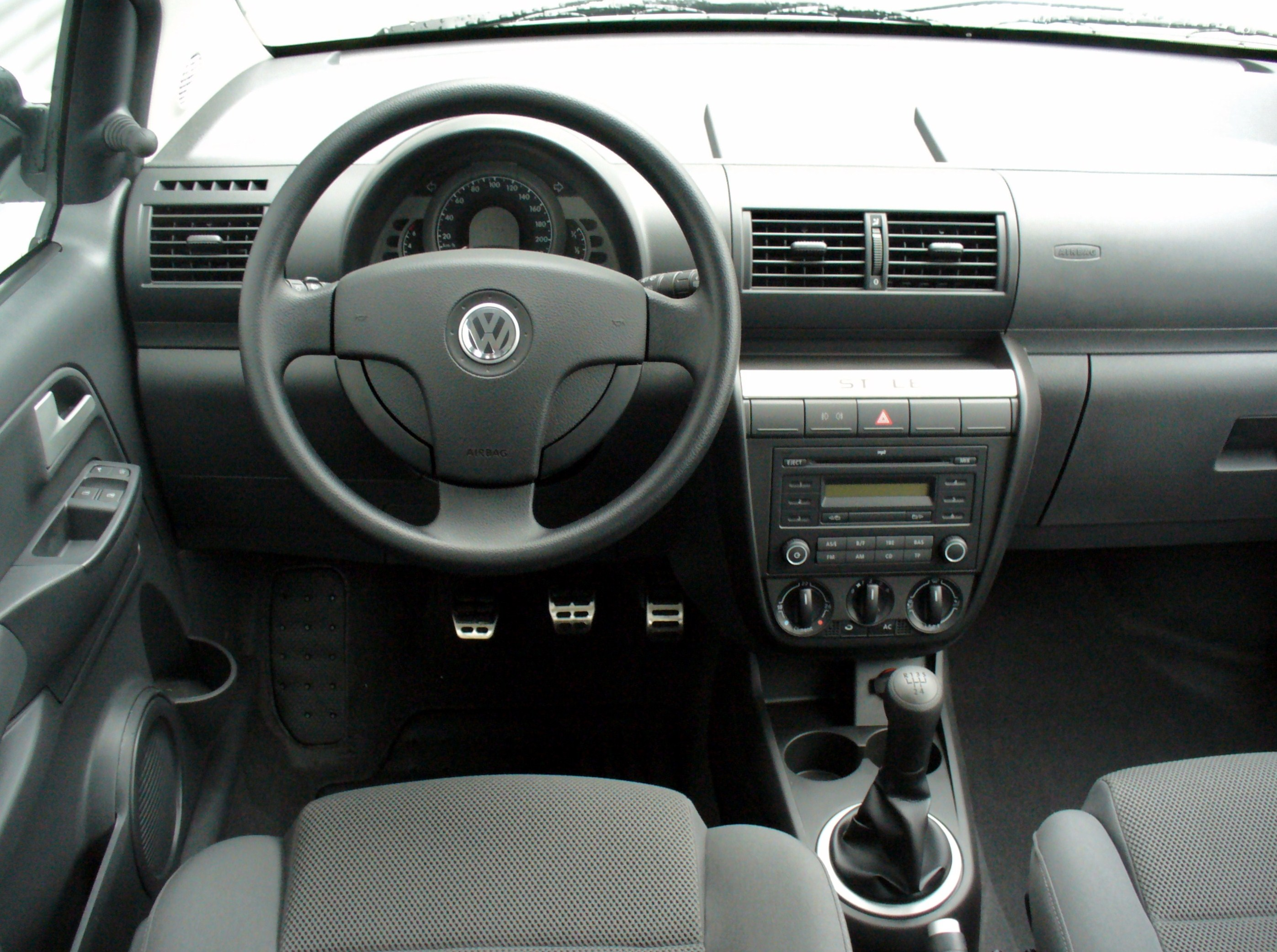
L'interno di una Fox mk1

La Fox era stata pensata come un'auto economica e destinata ad un pubblico prevalentemente giovane. Concepita per le strade poco praticabili del Brasile, la Fox è un'auto pensata per guidare un po' dappertutto, con una meccanica molto resistente nelle più disparate condizioni e degli ammortizzatori molto robusti, testati per strade rovinate e sterrate, in pratica indistruttibili. 
Anche la manutenzione era pressoché nulla, pensata per essere affidabile anche in situazioni estreme, non prevedeva la cinghia in gomma dentata, ma montava una distribuzione delle valvole comandata da catena in acciaio che secondo la casa andava solo controllata ed eventualmente registrata intorno ai 150000 km.
Il prezzo dell'auto è decisamente più economico rispetto al passato, a causa di una politica di delocalizzazione in Brasile della produzione.
La gamma consta di due cilindrate con tre diversi tipi di carburante, 1.2 benzina da tre cilindri da 54 hp e un 1.4 Benzina 4 cilindri da 75 hp, abbinabili entrambi con un impianto a gas gpl a partire dal 2006. Disponibile anche con un turbodiesel tre cilindri 1.4 da 69 CV, ereditato da altri modelli del gruppo, il 1.2 benzina nel 2010 fu potenziato da 54hp a 60hp rispettando adesso la normativa euro 5.
La vettura inizialmente era proposta in due livelli di allestimento, la Easy e la Sport che differivano nelle ruote, in quanto la Sport montava cerchi in lega leggera con pneumatici Misura 195/55 - R 15 al posto dei classici cerchioni in metallo e nel volante a 4 razze. Già dalla fine del 2005 versione Easy era disponibile il pacchetto "comfort" che ad un prezzo concorrenziale offriva: clima semiautomatico “Climatic” con regolazione di temperatura, specchi elettrici sbrinabili, vetri elettrici, 4 airbag, impianto audio 4 altoparlanti e fendinebbia anteriori.
Secondo i vertici tedeschi quest'auto era diventata una forte concorrente interna della Polo (stesso motore, stesso pianale, stessi componenti, prezzo inferiore del 30%), e anche dei modelli economici del gruppo (Seat Ibiza/Škoda Fabia), tanto che nel 2008 le vendite della Polo in configurazione 3 porte risultarono quasi nulle.

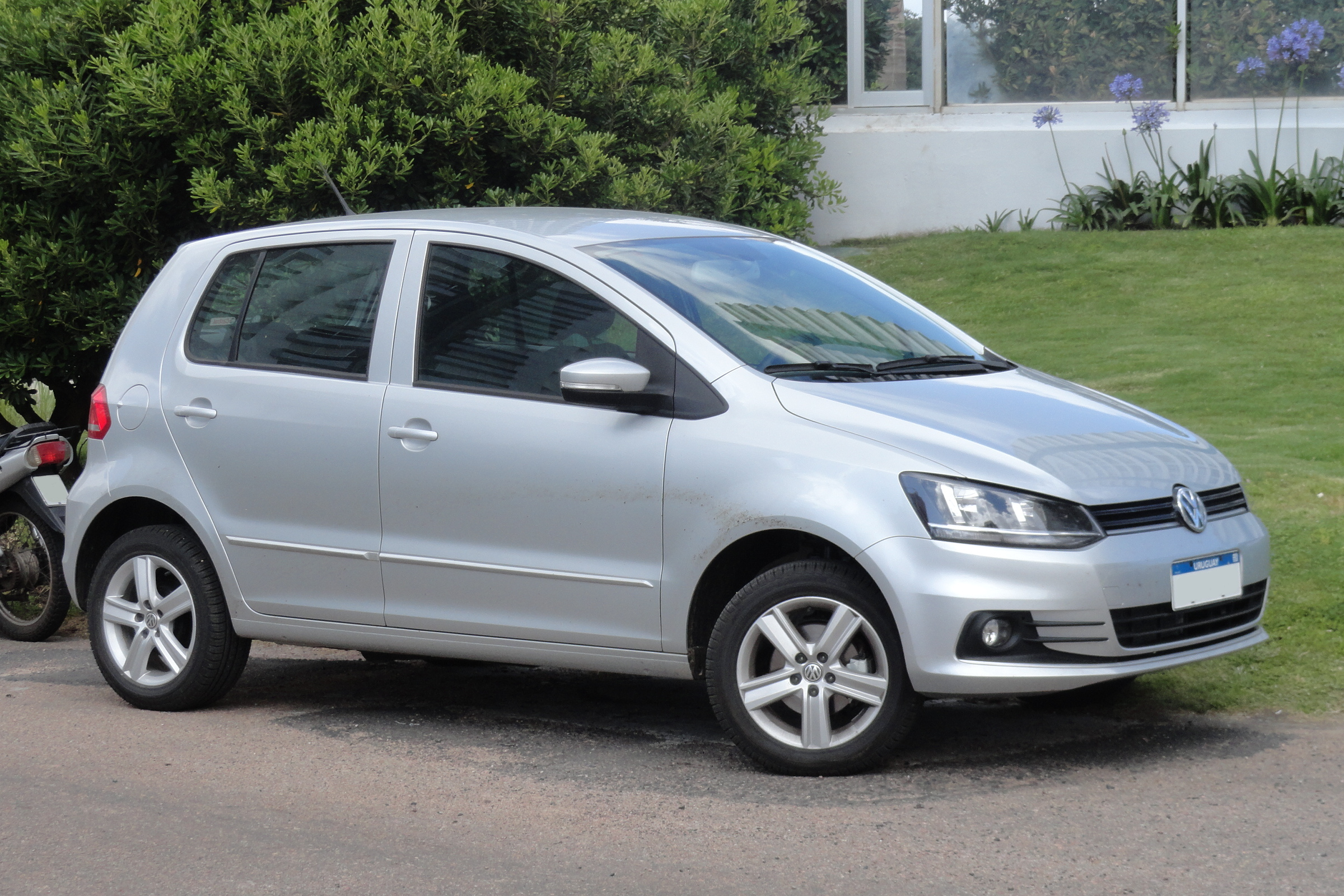
La Fox del 2015 mk3

Si decise infatti di non far decollare la Fox nelle vendite lasciando in listino solo la configurazione 3 porte e 4 posti, senza mai importare la versione 5 porte (seconda auto più venduta in Brasile secondo Quattroruote del 2008).
In Europa le vendite cessarono nel 2011, in favore della Up, continuando invece oltreoceano dove ha superato il milione di esemplari venduti testimoniato dalla rivista "Carros".
Nel 2010 è stata presentata la nuova generazione per i mercati di Argentina e Brasile e nel 2015 ha subito un restyling. Ad oggi nel 2021 la Fox mk3 è commercializzata solo in Brasile e aspetta di essere sostituita dalla nuova crossover Volkswagen Nivus perché ormai obsoleta (non ha subito nuove modifiche dal 2016) a partire dalla fine di quest'anno. L’ultimo esemplare della Volkswagen Fox, uscito dalla catena di montaggio nella fine del 2021, è stata una versione Xtreme rossa.

## Altri dati tecnici
- Bagagliaio (litri) - 260[3]
- Posti - 4
- Porte - 3 (la versione 5 porte non era importata in Europa)

## Il nome

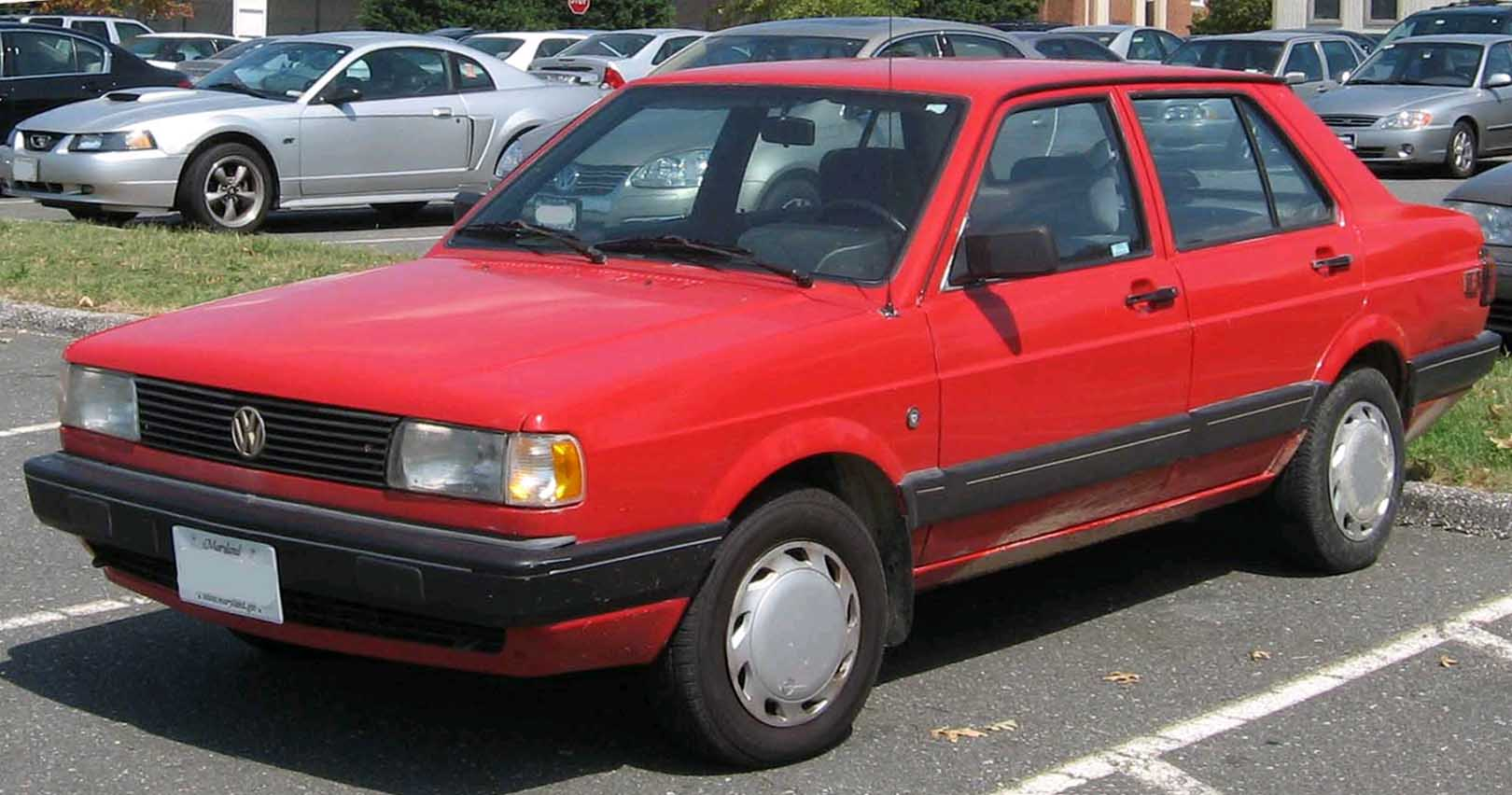
Una Volkswagen Fox degli anni Ottanta

Il nome Fox è stato utilizzato varie volte in passato dal gruppo Volkswagen anche per altre vetture o per mercati particolari, ad esempio negli USA per l'Audi 80 tra il 1973 ed il 1979 e per la Voyage (versione a tre volumi della brasiliana Gol) tra il 1987 e il 1993. Lo stesso nome veniva utilizzato sul mercato sudafricano per alcuni modelli della Golf e della Jetta.
In Italia veniva indicato come "Fox" un allestimento giovanile della Polo seconda serie, peraltro nel 1989 risultava il più venduto a causa del buon rapporto qualità /prezzo.
In alcuni paesi dove non è importata la Polo (per via dei costi improponibili per le nazioni meno ricche), viene venduta direttamente con il nome di "Polo Fox", che sostituì in alcuni listini la "Polo Playa" derivata dalla Seat Ibiza.

## Motorizzazioni
Fonti:
| Modello      | Disponibilità       | Alimentazione | Cilindrata (cm³) | Potenza       | Coppia massima (N m) | Emissioni CO2 (g/km) | 0-100 km/h (secondi) | Velocità max (km/h) | Consumo medio (km/L) |
| 1.2          | Dal debutto al 2010 | Benzina       | 1 198            | 40 kW (54 Cv) | 108                  | 139                  | 17.5                 | 148                 | 15.8                 |
| 1.2/60 Cv    | Dal 2010 al 2011    | Benzina       | 1 198            | 44 kW (60 Cv) | 108                  | 136                  | 15.9                 | 153                 | 16.5                 |
| 1.4          | Dal debutto al 2010 | Benzina       | 1 390            | 55 kW (75 Cv) | 124                  | 163                  | 13.0                 | 167                 | 14.0                 |
| 1.4 TDI      | Dal debutto al 2010 | Diesel        | 1 422            | 51 kW (69 Cv) | 155                  | 135                  | 14.7                 | 161                 | 19.3                 |
| 1.4 BiFuel G | Dal 2006 al 2010    | Benzina/GPL   | 1 390            | 55 kW (75 Cv) | 124                  | 163                  | 13.0                 | 167                 | 14.0                 |